# Agrotis anthracitica
Agrotis anthracitica là một loài bướm đêm trong họ Noctuidae.